# Kiwitrechus
Kiwitrechus is een geslacht van kevers uit de familie van de loopkevers (Carabidae). De wetenschappelijke naam van het geslacht is voor het eerst geldig gepubliceerd in 2007 door Larochelle & Lariviere.

## Soorten
Het geslacht Kiwitrechus is monotypisch en omvat slechts de volgende soort:
- Kiwitrechus karenscottae Larochelle & Lariviere, 2007